# Haplochromis aelocephalus
Haplochromis aelocephalus là một loài cá thuộc họ Cichlidae. Nó được tìm thấy ở Tanzania và Uganda. Môi trường sống tự nhiên của chúng là hồ nước ngọt.